# Bjala Slatina
Bjala Slatina (bulharsky Бяла Слатина) je město ležící v severozápadním Bulharsku, ve zvlněné části Dolnodunajské nížiny, v údolí řeky Skăt. Město je správním střediskem stejnojmenné obštiny a má přibližně 11 tisíc obyvatel.

## Historie
Sídlo se stalo součástí Bulharského knížectví v roce 1878 a rozvoj začal bezprostředně poté. První nemocnice byla otevřena v roce 1889. V roce 1892 zde byla zřízena knihovna. Obec byla povýšena na město v roce 1914 za starosty Ilji Kalkanova a to po mnoha pokusech, přičemž první byl učiněn v roce 1905.

## Obyvatelstvo
Ve městě žije 11 638 obyvatel a je zde trvale hlášeno 12 903 obyvatel. Podle sčítání 1. února 2011 bylo národnostní složení následující:
- Bulhaři: 8 070 (83.6 %)
- Romové: 1 244 (12.9 %)
- Turci: 218 (2.3 %)
- ostatní: 123 (1.3 %)